# CD24
CD24（分化簇24，也称为热稳定抗原CD24）是一个人类基因 CD24 编码的蛋白质，是一种细胞粘附分子。